# Alternator

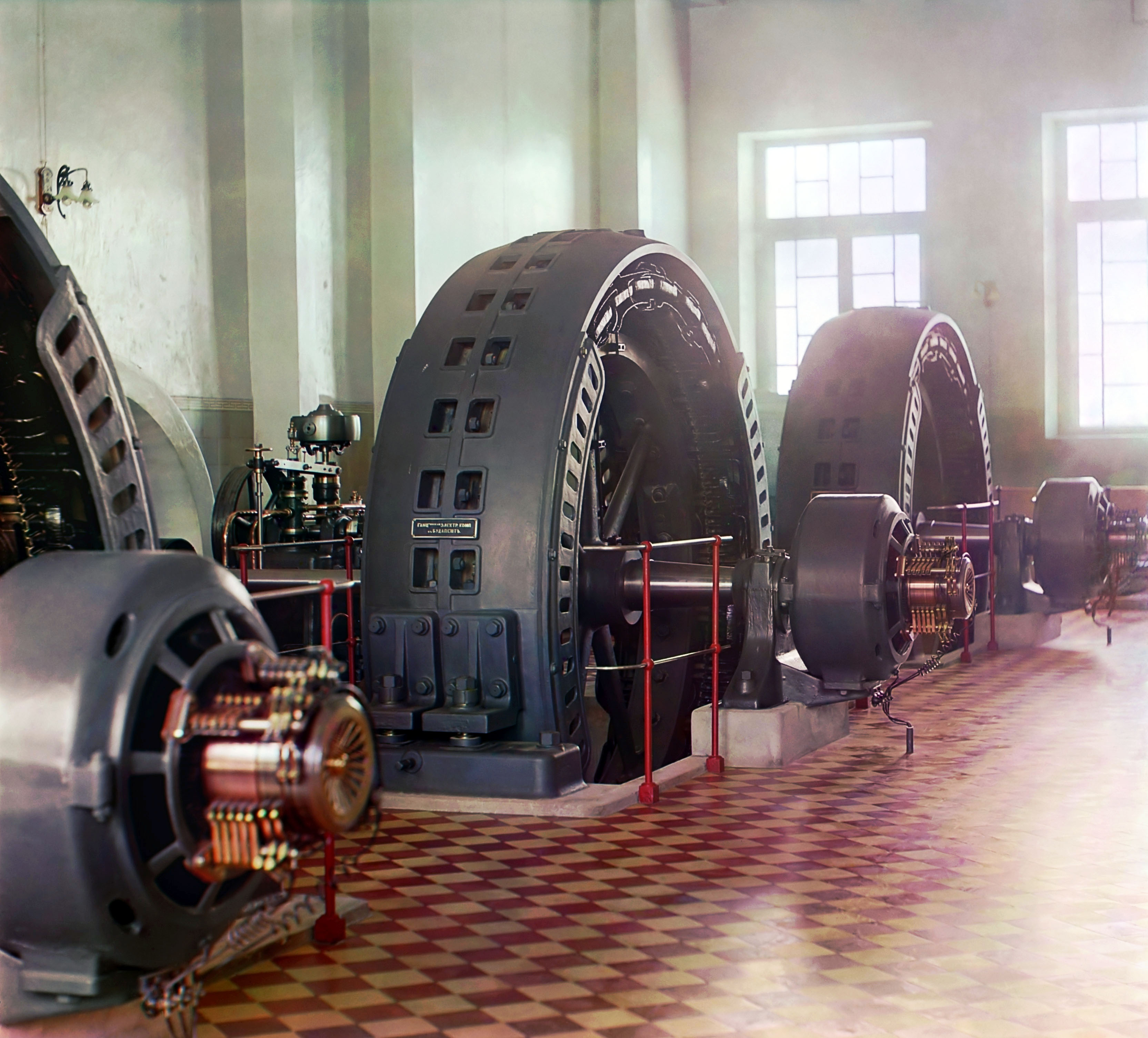
Alternatoren uit begin 20e eeuw

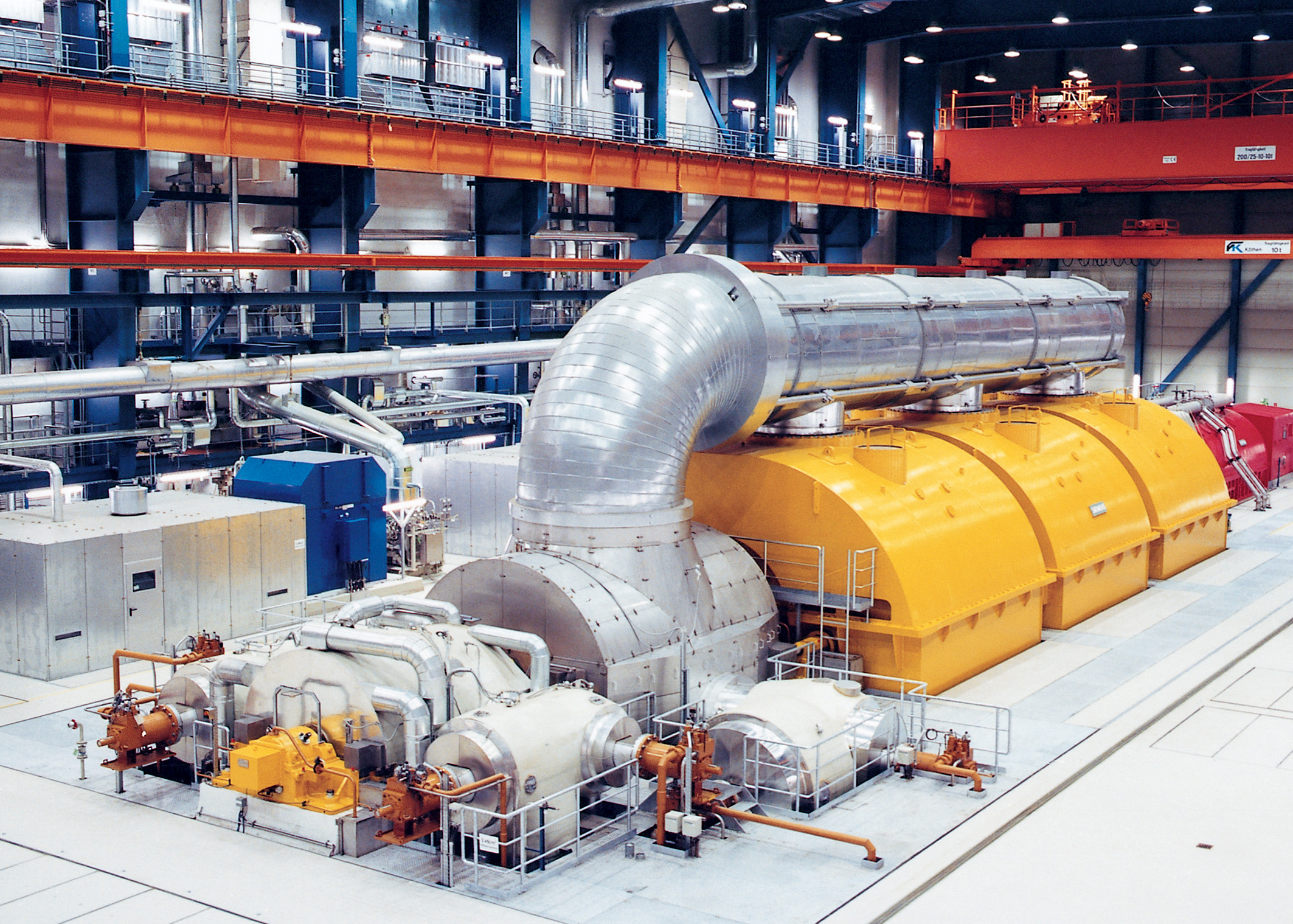
Moderne turbogenerator

Een alternator (of wisselstroomdynamo) is een machine waarin mechanische energie, binnenkomend via een draaiende as, omgezet wordt in elektrische wisselstroomenergie. Deze omzetting berust op het feit dat wanneer een elektrische geleider door een magnetisch veld beweegt, er elektrische spanningen worden opgewekt in die geleider en bij gesloten kring dus stroom gaat vloeien.
Een alternator bevat in principe de volgende twee onderdelen:
1. de stator, het stilstaande gedeelte
2. de rotor of anker, het draaiende gedeelte

(Het onderstaande geldt voor zogenaamde synchrone generatoren. Er bestaan ook asynchrone generatoren, die bijvoorbeeld gebruikt worden in combinatie met een wind- of hydraulische turbine. Zie hiervoor bij driefasige asynchrone motor.)
Bij de alternator wordt het magnetisch veld opgewekt bij kleine uitvoeringen door één of meer permanente magneten, bij grotere uitvoeringen door een elektromagneet in de rotor. De stator bevat een of meer spoelen waarin door het draaien van de rotor de gewenste sinusvormige wisselspanning wordt opgewekt.
Bij alternatoren in elektrische centrales wordt de rotor als elektromagneet gebruikt en wordt de elektrische energie in de stator opgewekt. Dit wordt gedaan omdat het opgewekte vermogen te groot is, en deze vanaf de stilstaande stator direct aan het elektrische net kan worden toegevoerd. De benodigde bekrachtigingsstroom voor het opwekken van het benodigde magneetveld is daarentegen relatief klein en kan dus gemakkelijk op de draaiende as worden overgebracht via sleepringen en koolborstels. 
Omwille van slijtage worden de sleepringen vaak weggelaten en wordt er een dynamo op de rotoras gemonteerd. De dynamo zorgt voor de DC voeding van de draaiende elektromagneet op de rotor (borstelloze alternator). In dit geval kan men spreken van een turbogroep omdat men dan beschikt over een mechanische aandrijving, een alternator en een dynamo.

## Twee typen alternatoren

Diagram van een eenvoudige alternator met een roterende magnetische kern (rotor) and stationair draad (stator).

### Alternatoren met uitspringende polen
Dit zijn traaglopende alternatoren aangedreven door stoommachines of hydraulische turbines, met snelheden tussen 100 en maximaal 1000 omw/min. De diameter kan dus groter zijn zonder de toegelaten omtreksnelheid te overschrijden, zodat men een groot aantal geleiders op het anker kan plaatsen en bijgevolg de axiale lengte kleiner kan nemen. Voor zeer traaglopende machines zoals hydraulische turbines komt men tot diameters van 10 m en een nuttige axiale lengte van minder dan 1 m. Uit hoofde van de vorm van hun rotor noemt men deze alternatoren ook vliegwiel-alternatoren. Ze dragen op hun omtrek een groot aantal polen: 30 poolparen voor 100 omw/min; 50 poolparen voor 60 omw/min.

### Turbo-alternator
Turbo-alternators zijn snellopende machines aangedreven door een stoomturbine of gasturbine waarvan de normale snelheid opgelegd wordt ten gevolge van de normalisatie van de frequentie van 50 Hz: ofwel 3000 omw/min voor alternatoren met één poolpaar ofwel 1500/min voor alternatoren met twee poolparen. Om geen te hoge waarden voor de omtreksnelheid te bekomen is men verplicht geweest de diameter van de rotor te verminderen, dus ook die van de stator, zodat het niet mogelijk is op het anker een groot aantal geleiders te plaatsen. Daar de magnetische fluxdichtheid beperkt is door de verzadiging is de enige mogelijkheid om een hoge emk te bekomen de axiale lengte van de alternator te verhogen. Turbo-alternatoren zullen dus altijd langer zijn dan de diameter. Meestal zijn ze 2 à 5 maal langer dan de diameter. Deze machines hebben een gladde rotor waarop de polen niet uitsteken. Deze machines hebben een constante luchtspleetbreedte

## Moderne ontwikkelingen

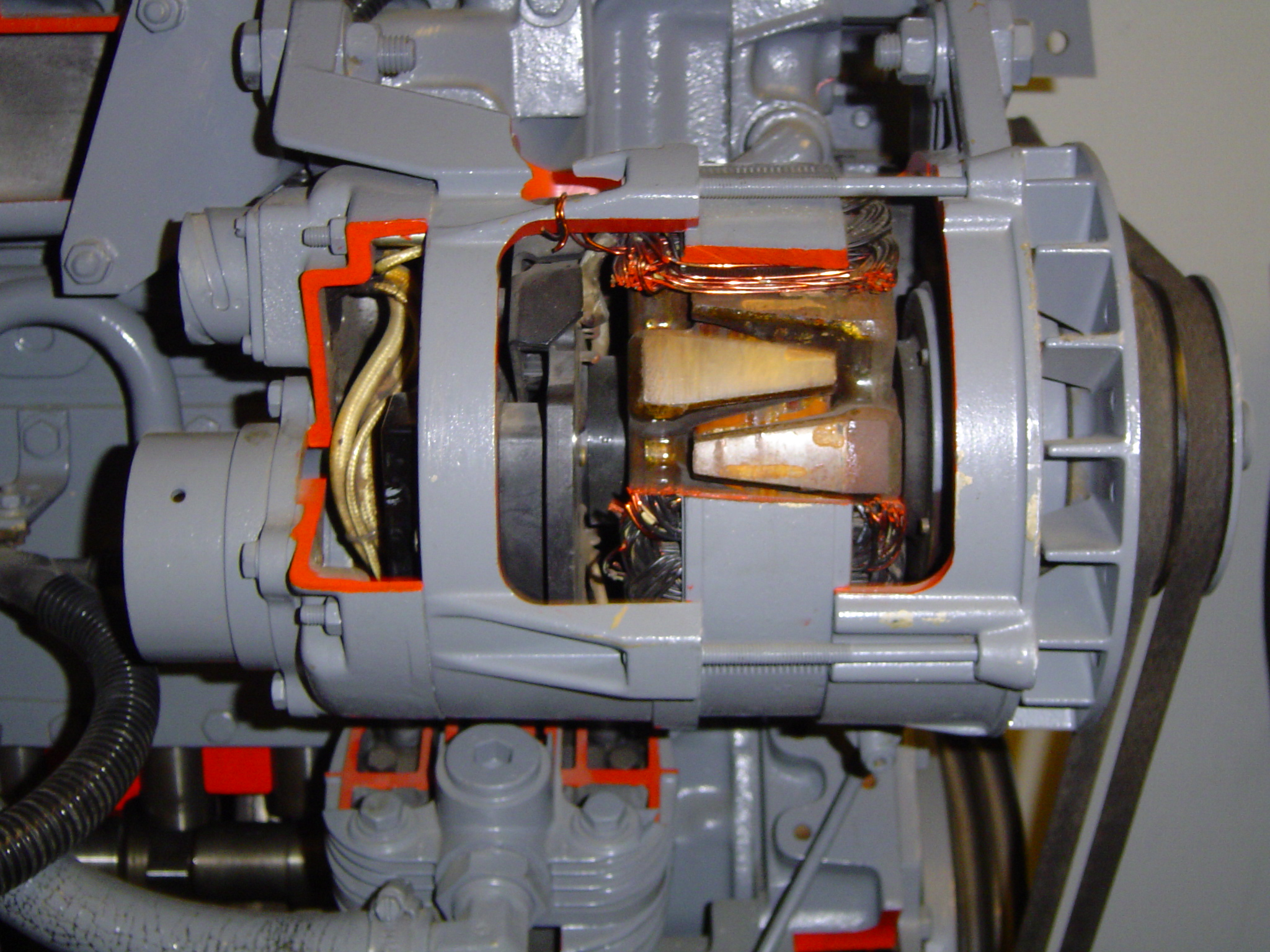
Opengewerkte alternator van een vrachtauto

Een van de moderne ontwikkelingen op het gebied van generatoren is het werken met hogere spanningen. Vroeger was het niet mogelijk om de statorspanning, en dus de uitgaande spanning van een generator, veel hoger te kiezen dan 36 kV (kilovolt). De spanning op het elektriciteitsnet is echter veel hoger, zodat transformatoren ingezet moesten worden. Tegenwoordig kunnen spanningen tot 400 kV opgewekt worden. Dit is mogelijk geworden door nieuwe technische inzichten. Vroeger (en nu nog veel in conventionele generatoren) werden vierkante statorstaven gebruikt, waarin de verdeling van het elektrisch veld niet constant is. Doordat elektronen elkaar afstoten, zullen zij zich concentreren aan de hoeken van de staven, zodat het veld daar erg sterk is, wat gevaar voor overslag oplevert. De thans gebruikte ronde statorstaven vertonen dit effect niet. De echte vernieuwing zit echter in de speciale vorm van isolatie die voorkomt dat er een tweede effect van ophoping van elektronen ontstaat door stapeling van statorstaven. Deze isolatie is coaxiaal uitgevoerd met een isolatielaag tussen twee lagen halfgeleidend materiaal, waardoor de statorstaaf er voor de naastliggende staaf elektrisch neutraal uitziet.

## Toepassingen
- In elektriciteitscentrales worden alternatoren gebruikt om elektrische energie op te wekken.
- Bij een moderne auto wordt een alternator gebruikt in plaats van een dynamo. Voor 1960 gebruikte men dynamo's. Nu gebruikt men een 3-fasen alternator en wordt de opgewekte wisselspanning gelijkgericht met diodebruggen. De alternator wordt aangedreven door de motor door middel van een V-snaar of multiriem. De alternator laadt via een interne of externe spanningsregelaar de accu.
- In een aggregaat wordt veelal een verbrandingsmotor gebruikt als aandrijfmotor voor de generator. Aggregaten worden gebruikt op plaatsen waar geen of onvoldoende elektrisch vermogen beschikbaar is.